# Bougainvillea spectabilis
Bougainvillea spectabilis, là một loài thực vật có hoa trong chi Hoa giấy. Đây là loài bản địa Brazil, Bolivia, Peru, và tỉnh Chubut của Argentina.

## Mô tả
Bougainvillea spectabilis là loài cây bụi hoặc cây leo cao đến 15 đến 40 foot (4,6 đến 12,2 m) with heart-shaped leaves and thorny, pubescent stems. Những bông hoa thường nhỏ, màu trắng, và không dễ thấy, được làm nổi bật bởi một số lá biến đổi màu sắc rực rỡ được gọi là các lá bắc. Các lá bắc có thể có nhiều màu khác nhau, từ trắng, đỏ, hoa cà, đỏ tím hoặc cam. Quả nhỏ, không dễ thấy, khô, dài.